# José Godoy Alcántara
José Godoy Alcántara (Archidona, 1825-Archidona, 1875) fue un historiador español.

## Biografía
Nació en Archidona en 1825. En enero de 1870 tomó posesión de su cargo como miembro de número de la Real Academia de la Historia, con un discurso contestado por Antonio Cánovas del Castillo. Miembro de número también de la Real Academia Española, fue autor de obras como Orden de Alcántara. Origen, regla y hábito (1864), Historia crítica de los falsos cronicones (1868) o Ensayo histórico etimológico filológico sobre los apellidos castellanos (1871). Colaboró en publicaciones periódicas como Museo Español de Antigüedades o Semanario Pintoresco Español (1847-). Falleció en su localidad natal en enero de 1875.